# Ursule Mirouët
Ursule Mirouët es una novela del escritor francés Honoré de Balzac. Forma parte del ciclo La comedia humana. Fue escrita en 1841 y publicada primero en formato de folletín y luego en forma de libro, dentro de las Escenas de la vida de provincia.

La acción de la novela transcurre en Nemours, aunque con analepsis a París, entre los años 1829 y 1837.

En el texto hay dos mujeres de nombre idéntico: la esposa del doctor Minoret, que ha fallecido, y su ahijada, una niña con la que el doctor Minoret entabla una relación bastante peculiar tras la muerte de su esposa, mientras la familia entabla disputa por la futura herencia.

La novela da una llamativa trascendencia a "pseudociencias" del siglo XIX como el mesmerismo o la fisionomía y, al mismo tiempo, es una interesante síntesis de los rasgos que caracterizan la escritura de Balzac.